# Hermann Eicke (Erfinder)
Hermann Eicke (* 24. Dezember 1837 in Weißenborn-Lüderode; † 1. Februar 1897 in Berlin) war ein kaufmännischer Unternehmer und Erfinder in Berlin.

## Leben
Der Sohn des Mühlenbesitzers Josef Eicke und seiner Frau Elisabeth (geb. Kleekamm) wurde in bescheidenen bäuerlichen Verhältnissen geboren. Schon früh erkannte das Lehrpersonal die guten Leistungen Hermann Eickes, ebenso wie die seiner beiden Brüder. Allen drei Söhnen wurde es möglich gemacht eine entsprechende Laufbahn zu begehen. So absolvierte Hermann eine Ausbildung zum Kaufmann, sein Bruder Ernst-Heinrich Eicke (* 23. Februar 1845; † vermutlich Wien) die Ausbildung zum Architekten in Berlin, wodurch er unter anderem in Berlin und Wien wirkte, und sein älterer Bruder Karl-Josef Eicke (* 4. September 1835; † in Wien) eine sprachliche Ausbildung in 5 Fremdsprachen und promovierte in der sprachlichen Philosophie der damaligen Politik, wodurch er nach Wien kam und dort Hofdolmetscher und Berater im Diplomatischen Dienst des Kaisertums Österreichs  wurde.
In Berlin angekommen verfolgte der noch junge Hermann Eicke seinen liebsten Zeitvertreib weiterhin – das Erfinden. 1878 gelang ihm der Durchbruch mit dem Einreichen der Patentschrift No. 3044 beim Kaiserlichen Patentamt in Berlin. In der Patentschrift veröffentlichte er den Aufbau und die Funktionsweise seiner neusten Erfindung – der Kippdampfdruckkaffeemaschine (mit Spiritusbrenner und Wasserbehälter inkl. dazugehörigen Filtern). Da Hermann Eicke die Zahlungen für das Schutzrecht seines Patentes nicht weiterzahlte, erlosch das Schutzrecht bereits 12 Jahre später – 1889 – für ihn und jedermann war es möglich seine Erfindung zu kopieren. Dennoch fiel viel Vermögen für ihn ab. 1897 verstarb Hermann Eicke unverhofft im Kreise seiner Familie in Berlin und wurde nach seinem Wunsch in seinen Heimatort sogleich überführt.

## Nachwirken und Ehrung nach dem Tod
Hermann Eicke hinterließ trotz Ehe keine Kinder, so legte er bei Testament die Verwendung seines Vermögens fest. In diesem legte er fest, dass das Vermögen zum Großteil an soziale Zwecke überführt werden sollte. So unterstützte er unter anderem  ein Waisenhaus in Berlin-Moabit und als waschechter Eichsfelder verarmte Christen in seiner Heimat, die jedoch nicht der Spiel- und/oder Trinksucht verfallen sein durften. Des Weiteren stiftete er der St.-Hedwigs-Kathedrale in Berlin, da es das erste katholische Gotteshaus Berlins nach der Reformation war, eine hohe Spende für die Armenhilfe.
Familiär bekam seine Schwester Josepha Brodhun für jedes ihrer 8 überlebenden Kinder einen Erbteil. So konnte seine Nichte Genovefa Glahn beispielsweise einen mehr als 4 m² großen Ebenholztisch leicht über und über mit Gold- und Silbertalern belegen. In der Folge der Inflation ging das Erbe auch aller anderen fast vollkommen verloren. So konnte sich die Witwe Ida Lier, Tochter der zuvor genannten Genovefa, gerade noch ein Brot kaufen, da die männlichen Familienangehörigen einfach das Vermögen in wertlose Inflationsbanknoten umtauschten. Das Geburtshaus (alte Müllerei) Hermann Eickes und seiner Geschwister steht heute im Am Gärtling 11 in Weißenborn und ist mit einer Gedenktafel ausgestattet.
1910 verwirklichten post mortem seine Nachfolger im Unternehmen die Elektrifizierung der Kippdampfdruckkaffeemaschine im Patent.